# София Кристиана фон Волфщайн
София Кристиана фон Волфщайн (на немски: Sophie Christine von Wolfstein; * 24 октомври 1667 в Зулцбюрг; Горен Пфалц, Германия; † 23 август 1737 в двореца Фреденсборг, Дания) е графиня на Волфщайн и чрез женитба маркграфиня на Бранденбург-Кулмбах, майка на датската кралица София Магдалена, омъжена за крал Кристиан VI от Дания и Норвегия.
Тя е дъщеря на граф Албрехт Фридрих фон Волфщайн (1644 – 1693) и съпругата му графиня София Луиза Кастел-Ремлинген (1645 – 1717), дъщеря на граф Волфганг Георг фон Кастел-Ремлинген (1610 – 1668) и съпругата му графиня София Юлиана фон Хоенлое-Валденбург-Пфеделбах (1620 – 1682).
След смъртта на нейния съпруг тя живее по покана на нейния зет крал Кристиан VI в Дания. Погребана е в катедралата на Роскиле.

## Фамилия
София Христиана се омъжва на 14 август 1687 г. в двореца Оберзулцбюрг за апанажния маркграф Кристиан Хайнрих фон Бранденбург-Кулмбах (1661 – 1708). Бракът не е признат от маркграфския двор. Техните деца са:

- Георг Фридрих Карл (1688 – 1735), маркграф на Бранденбург-Байройт

∞ 1709 (разведен 1724) принцеса Доротея фон Шлезвиг-Холщайн-Зондербург-Бек (1685 – 1761)
- Албрехт Волфганг (1689 – 1734), убит
- Доротея Шарлота (1691 – 1712)

∞ 1711 граф Карл Лудвиг фон Хоенлое-Вайкерсхайм (1674 – 1756)
- Фридрих Емануел (1692 – 1693)
- Кристиана Хенриета (1693 – 1695)
- Фридрих Вилхелм (*/† 1695)
- Кристиана (1698 – 1698)
- Кристиан Август (1699 – 1700)
- София Магдалена (1700 – 1770)

∞ 1721 Кристиан VI, крал на Дания и Норвегия (1699 – 1746)
- Кристина Вилхелмина (1702 – 1704)
- Фридрих Ернст (1703 – 1762), щатхалтер на херцогствата Шлезвиг и Холщайн

∞ 1731 принцеса Кристина София фон Брауншвайг-Волфенбютел-Беверн (1717 – 1779)
- Мария Елеонора (1704 – 1705)
- София Каролина (1707 – 1764)

∞ 1723 княз Георг Албрехт фон Източна Фризия (1690 – 1734)
- Фридрих Кристиан (1708 – 1769), маркграф на Бранденбург-Байройт

∞ 1732 (разведен 1764) принцеса Виктория Шарлота фон Анхалт-Бернбург-Шаумбург-Хойм (1715 – 1792)